# Strimglansspindel
Strimglansspindel (Hypsosinga pygmaea) är en spindelart som först beskrevs av Carl Jakob Sundevall 1831.  Strimglansspindel ingår i släktet Hypsosinga och familjen hjulspindlar. Arten är reproducerande i Sverige.

## Underarter
Arten delas in i följande underarter:
- H. p. nigra
- H. p. nigriceps